# Voleibol nos Jogos da Lusofonia de 2006 - Feminino
O torneio feminino do voleibol nos Jogos da Lusofonia de 2006 ocorreu no Pavilhão IPM. A disputa aconteceu em fase única no sistema todos-contra-todos, com as três equipes se enfrentando em turno único. As duas mais bem colocadas disputaram o ouro.

## Medalhistas
| Ouro   | Portugal    |
| Prata  | Macau       |
| Bronze | Timor-Leste |

## Resultados
| Equipe      | Pts | J | V | D | PF | PS |
| ----------- | --- | - | - | - | -- | -- |
| Portugal    | 6   | 2 | 2 | 0 | 6  | 0  |
| Macau       | 3   | 2 | 1 | 1 | 3  | 3  |
| Timor-Leste | 0   | 2 | 0 | 2 | 0  | 6  |

| Portugal | 3 - 0 | Timor-Leste |
| Macau    | 3 - 0 | Timor-Leste |
| Macau    | 0 - 3 | Portugal    |

### Final
|  | Portugal | 3 - 0 | Macau |  |
|  |          |       |       |  |